# Актиасы
Актиасы (лат. Actias) — род бабочек из семейства павлиноглазок, распространённый на территории Юго-Восточной Азии, Китая, Японии.

## Описание
Усики двусторонне-перистые. Передние крылья треугольной формы, с серповидно приострённой вершиной. Задние крылья с лировидно вытянутыми анальными углами, в виде хвостов, которые поддерживаются удлинёнными и изогнутыми жилками M3, Cu1 Cu2 и A2. У самцов вытянутая часть задних крыльев почти равна или превышает ширину крыла, у самки — меньше ширины крыла. Костальный край переднего крыла красновато-розовый или чёрный. Окраска крыльев бледно-зелёная, зеленоватая, жёлтая, желтоватая; однотонная или с рисунком из тёмных волнистых или зубчатых линий и полос и с крупными округлыми глазчатыми пятнами.
Гусеницы питаются на широколиственных древесных и кустарниковых растениях.

## Виды
- Actias aliena (Butler, 1879)
- Actias artemis (=?gnoma; =mandschurica Staudinger, 1892; =?tomariactias Bryk, 1942)
- Actias angulocaudata
- Actias apollo Roeber, 1923
- Actias arianeae
- Actias chapae — впервые бабочка обнаружена в Северном Вьетнаме близ Шапы. Повторная находка была сделана Виктором Синяевым в середине 1990-х. Затем вид обнаружили в Юго-Восточном Китае и снова во Вьетнаме.
- Actias australovietnama (Brechlin 2000)
- Actias callandra (Jordan 1911)
- Actias dubernardi
- Actias dilcinea (Butler, 1881) (=sjoqvisti Bryk, 1948)
- Actias groenandeli
- Actias heterogyna
- Actias isabellae = Graellsia isabellae
- Actias isis
- Actias laotiana
- Actias luna
- Actias maenas
- Actias neidhoeferi
- Actias ningpoana
- Actias philippinica
- Actias rhodopneuma
- Actias selene
- Actias sinensis
- Actias truncatipennis
- Actias vivian
- Actias winbrechlini
- Actias witti
- Actias xenia Jordan, [1912] (=jordani Niepelt, 1936; =yakushimaeinsis Kishida, 1994)

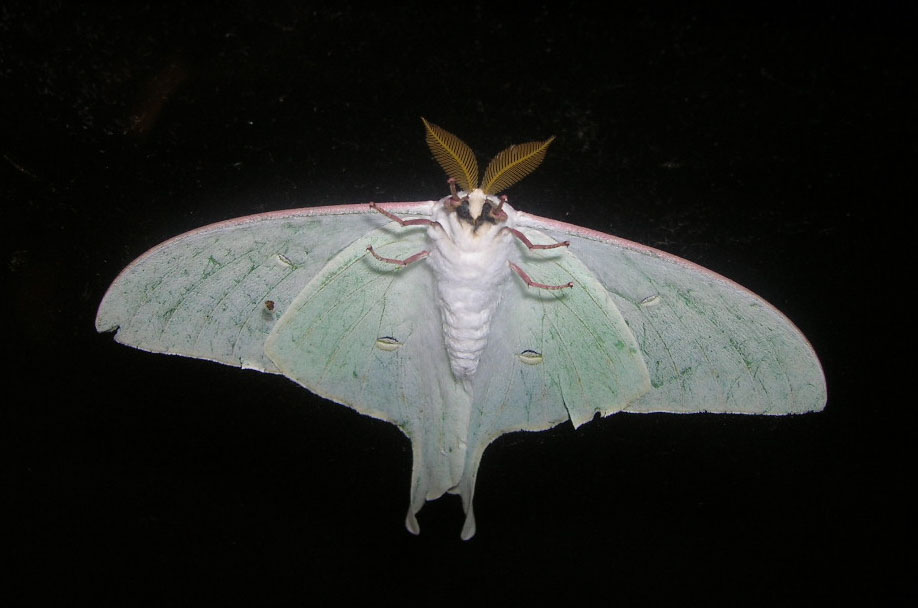
Actias dulcinea самец
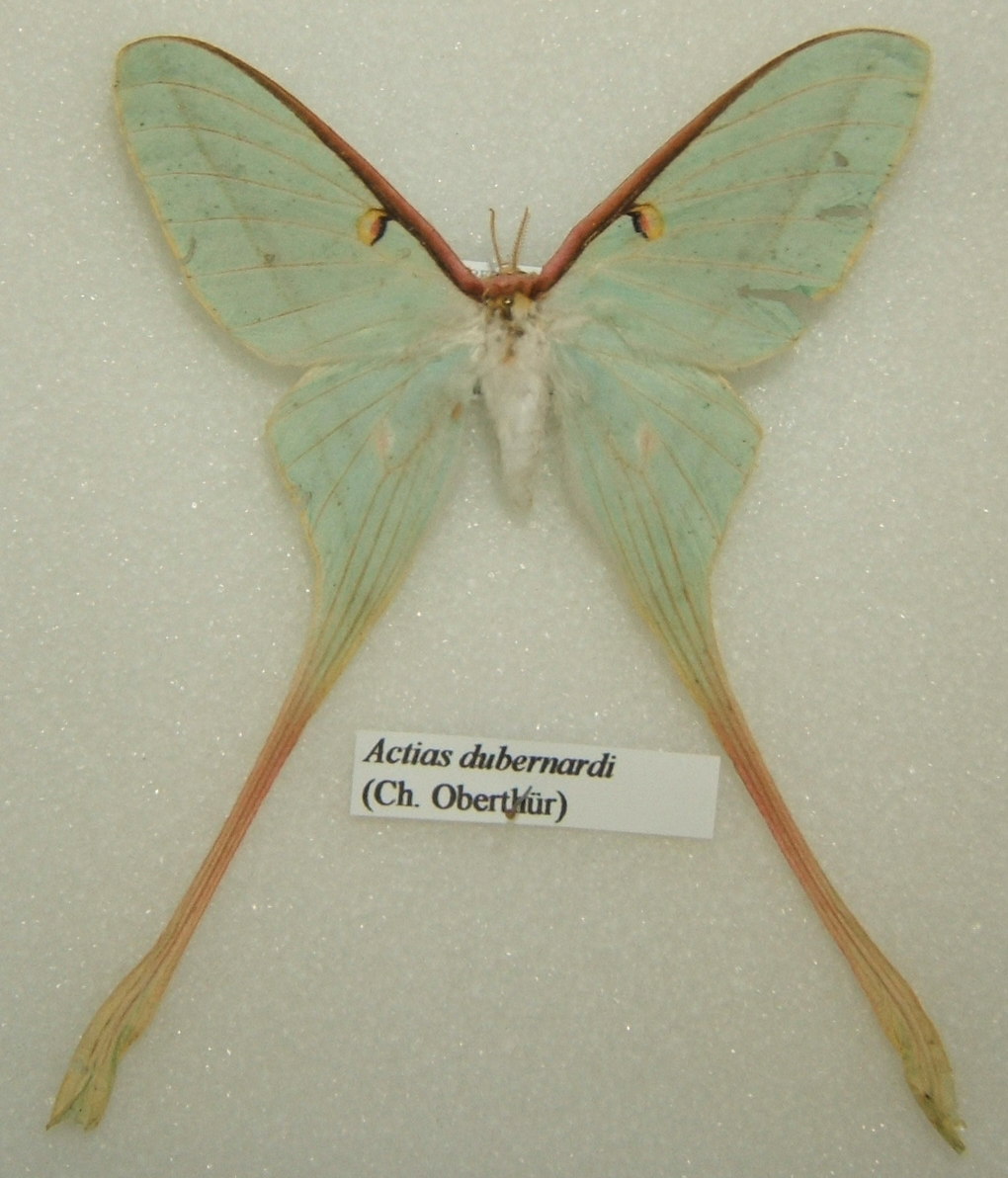
Actias dubernardi самка
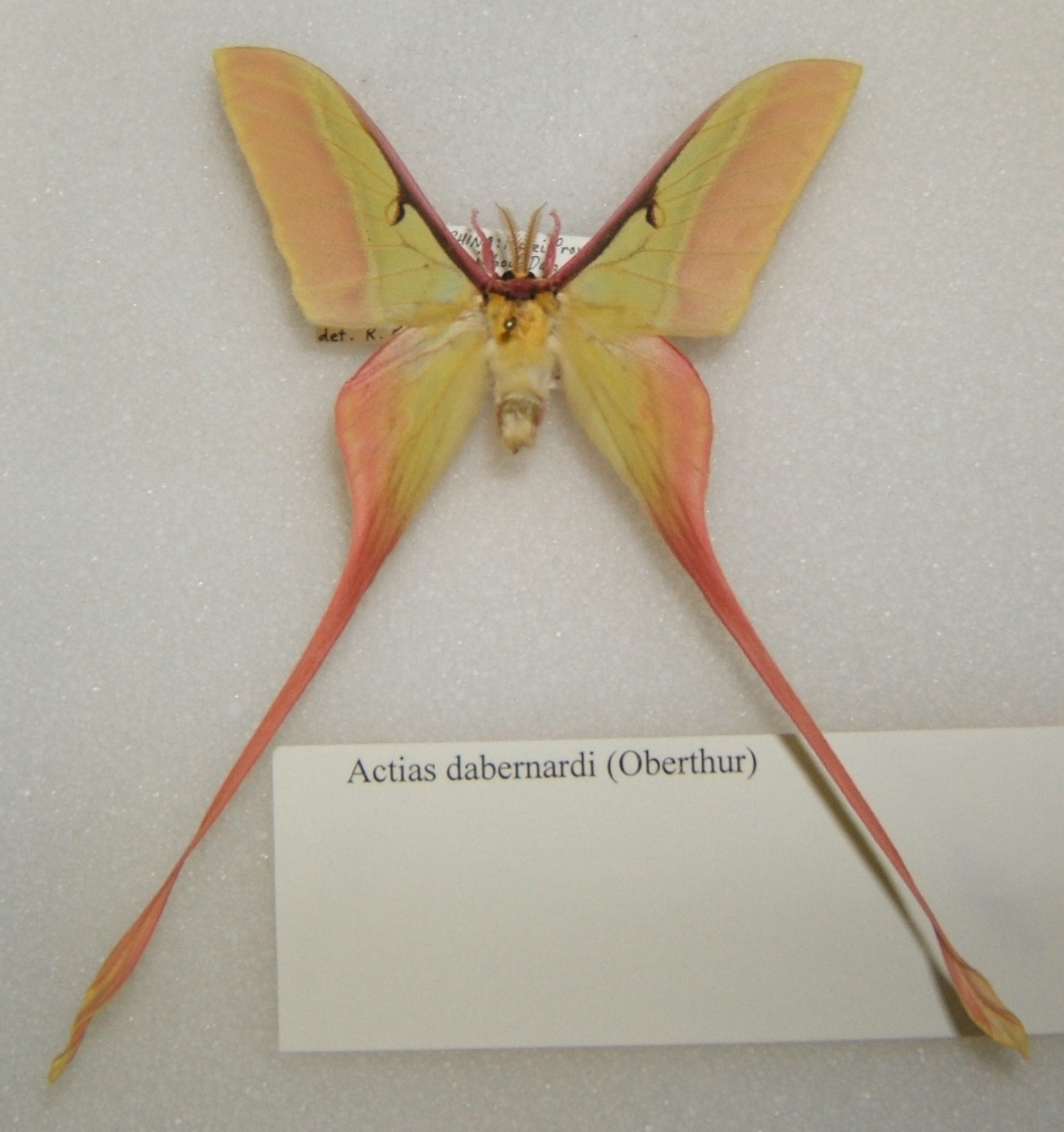
Actias dubernardi самец
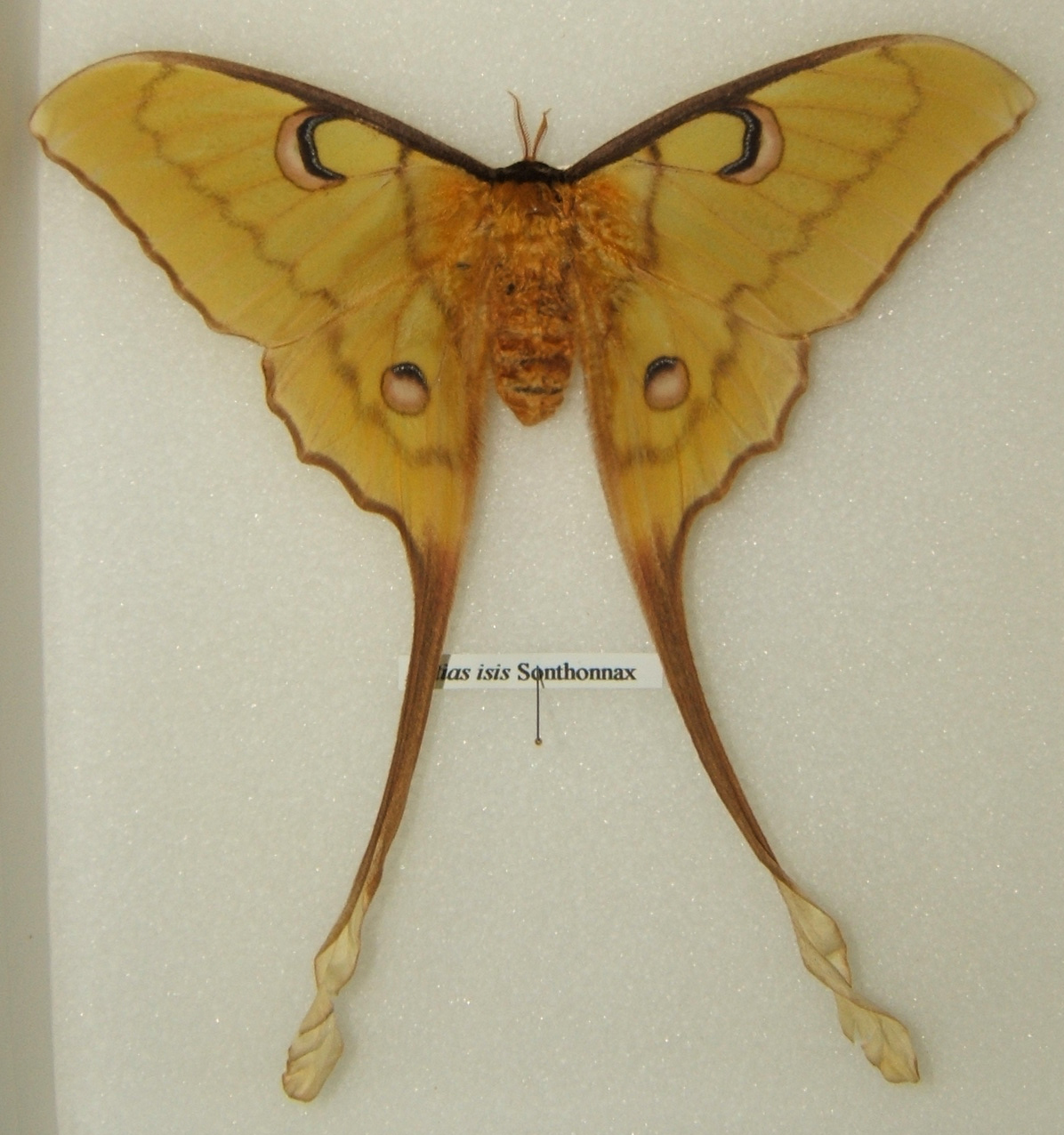
Actias isis самка
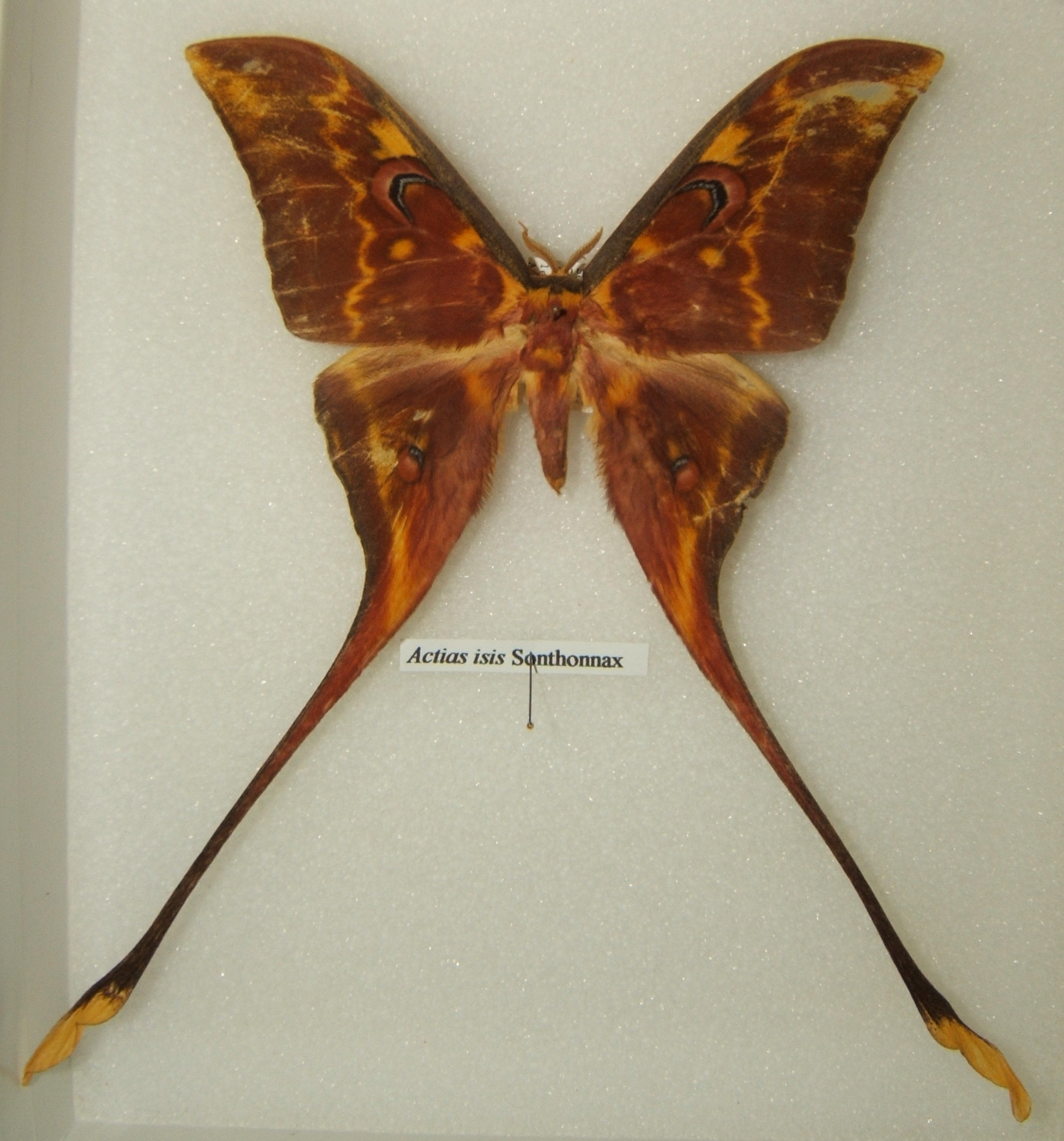
Actias isis самец
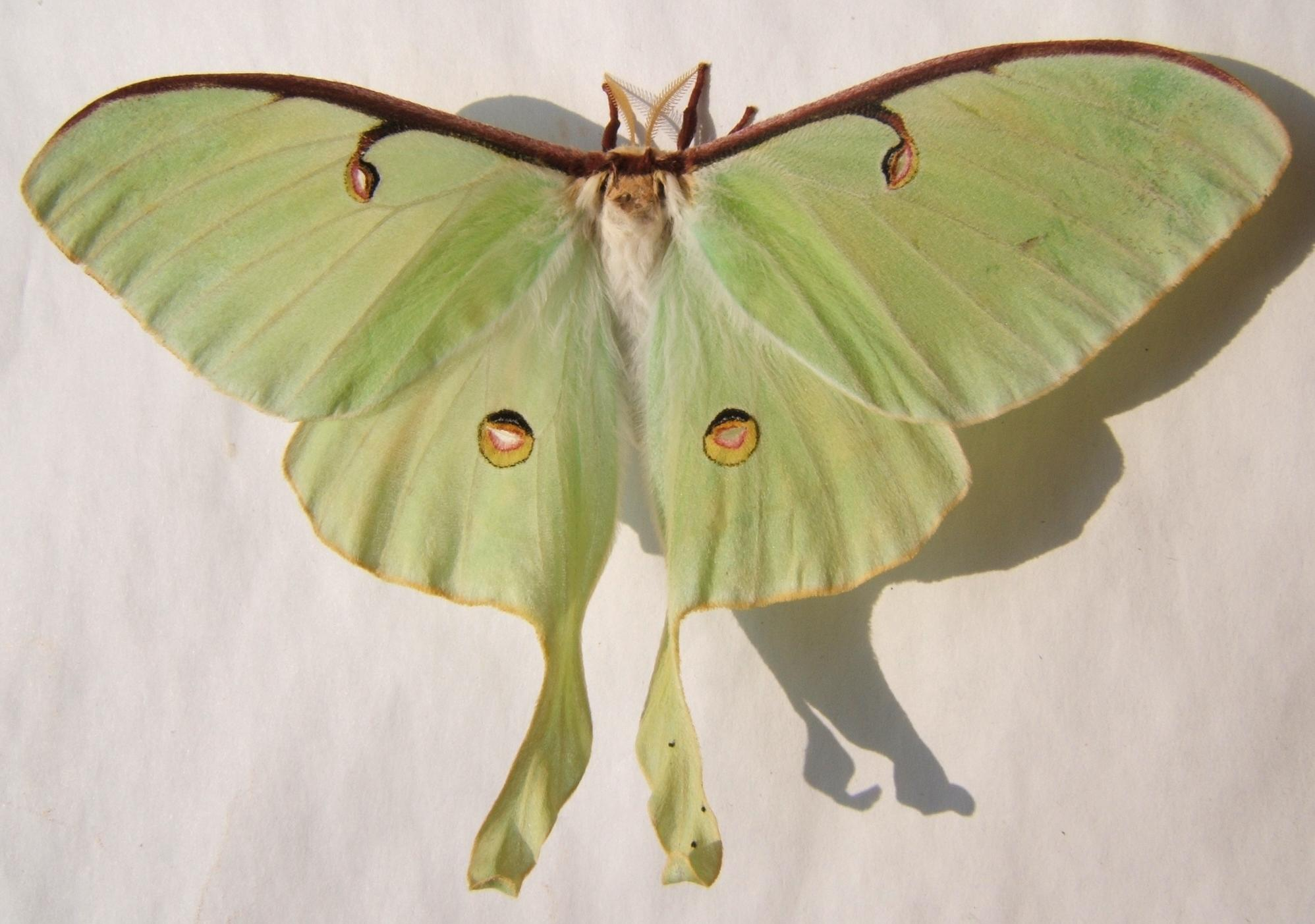
Actias luna самка
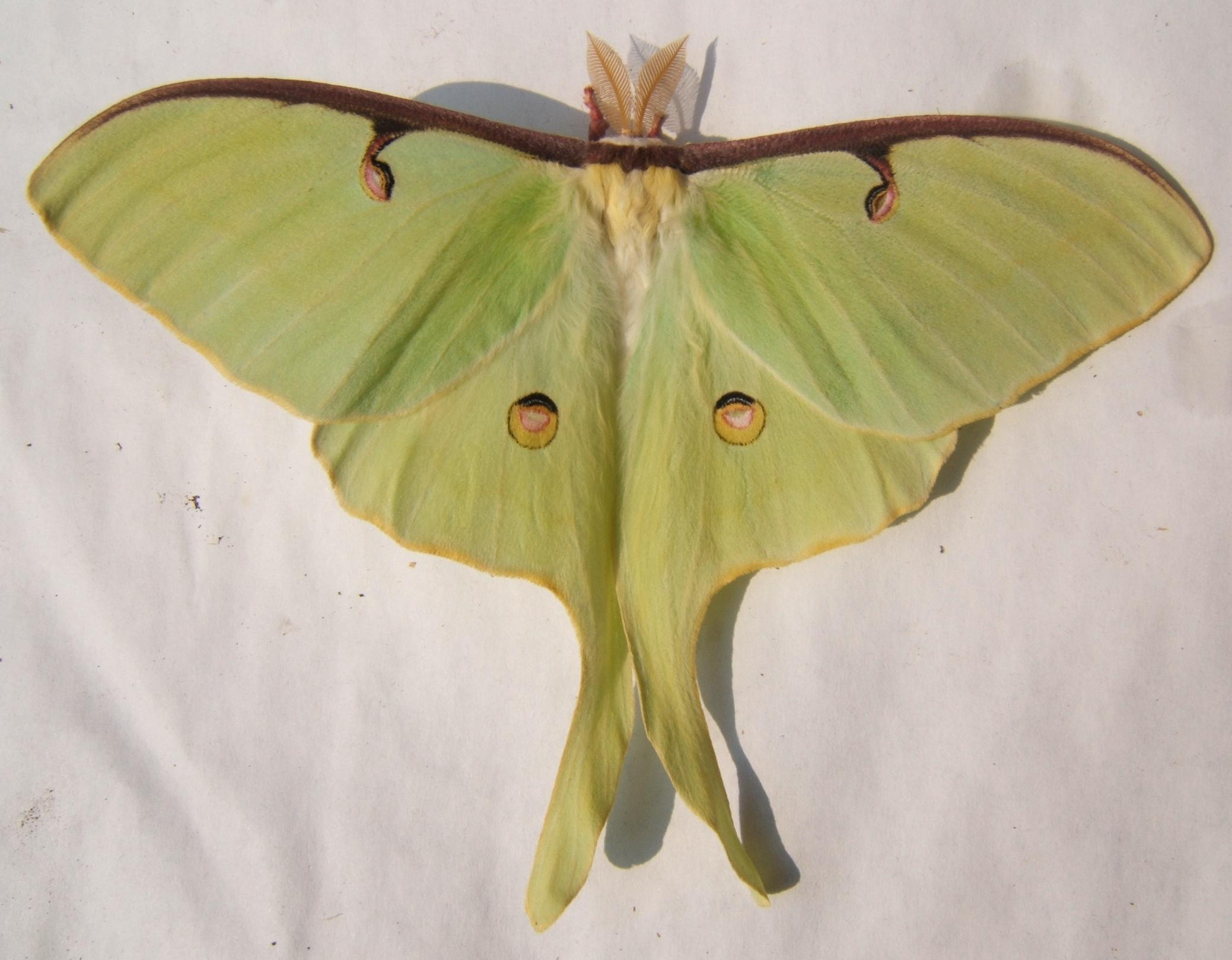
Actias luna самец
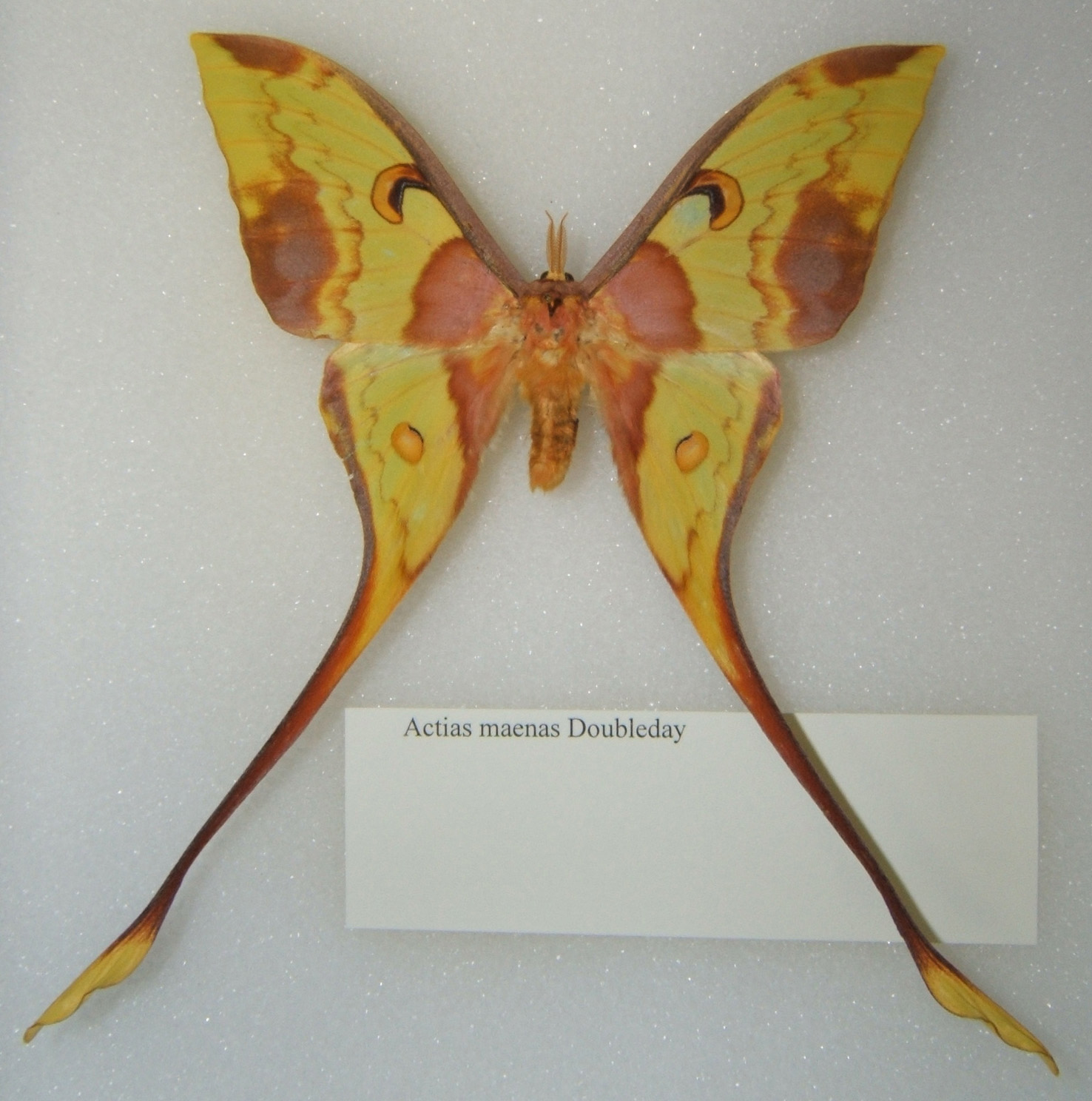
Actias maenas самец
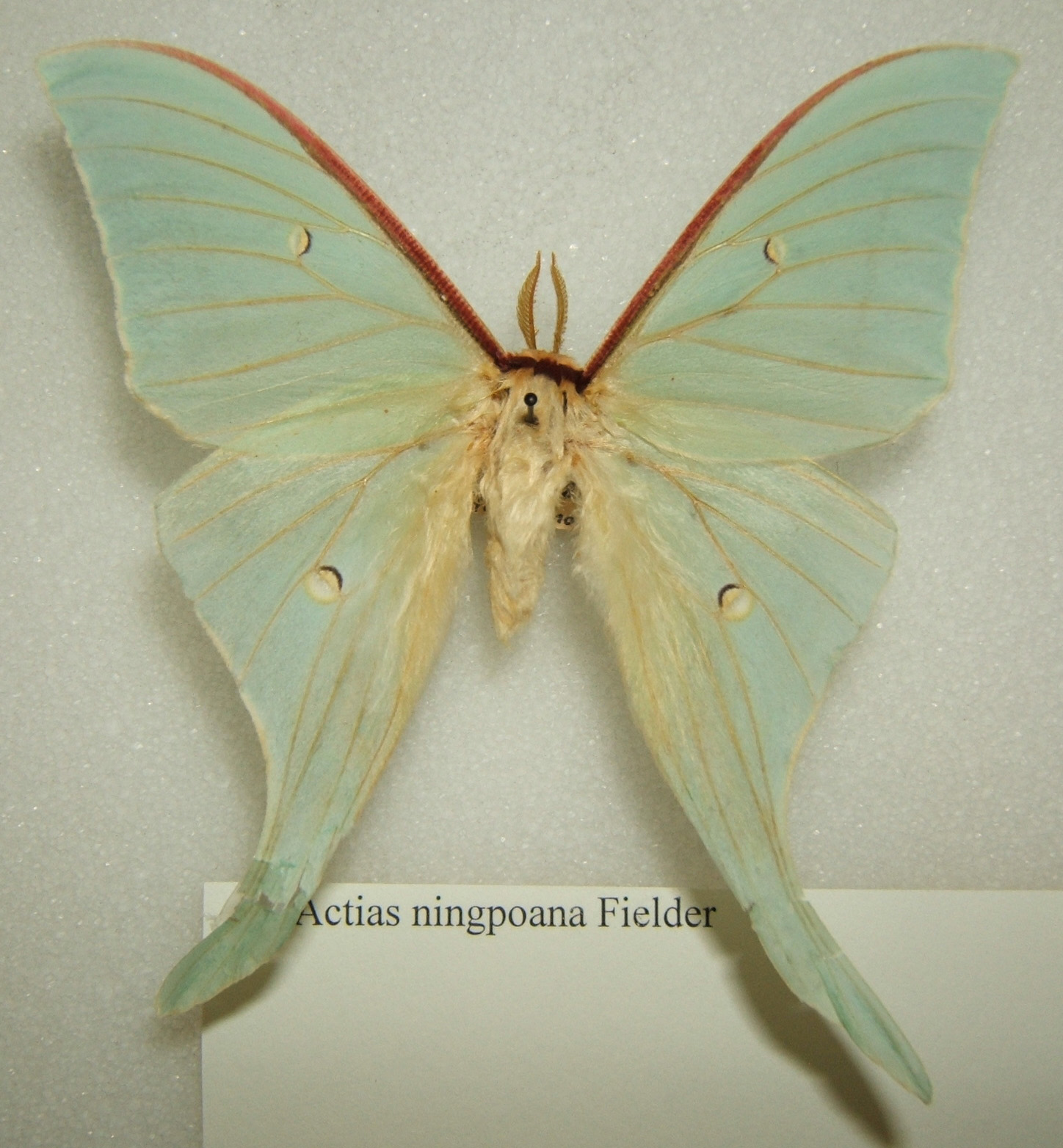
Actias ningpoana самец
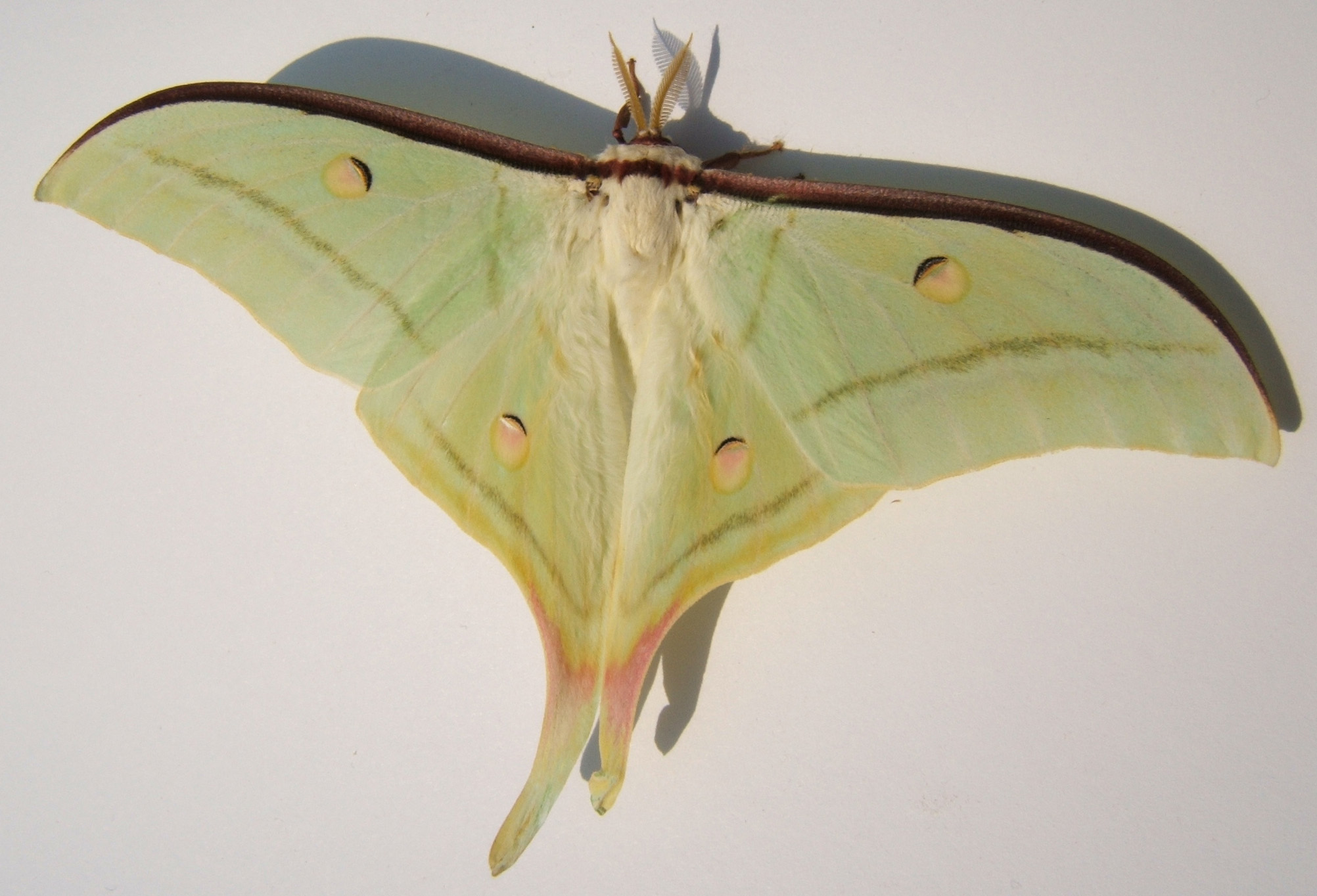
Actias selene самец
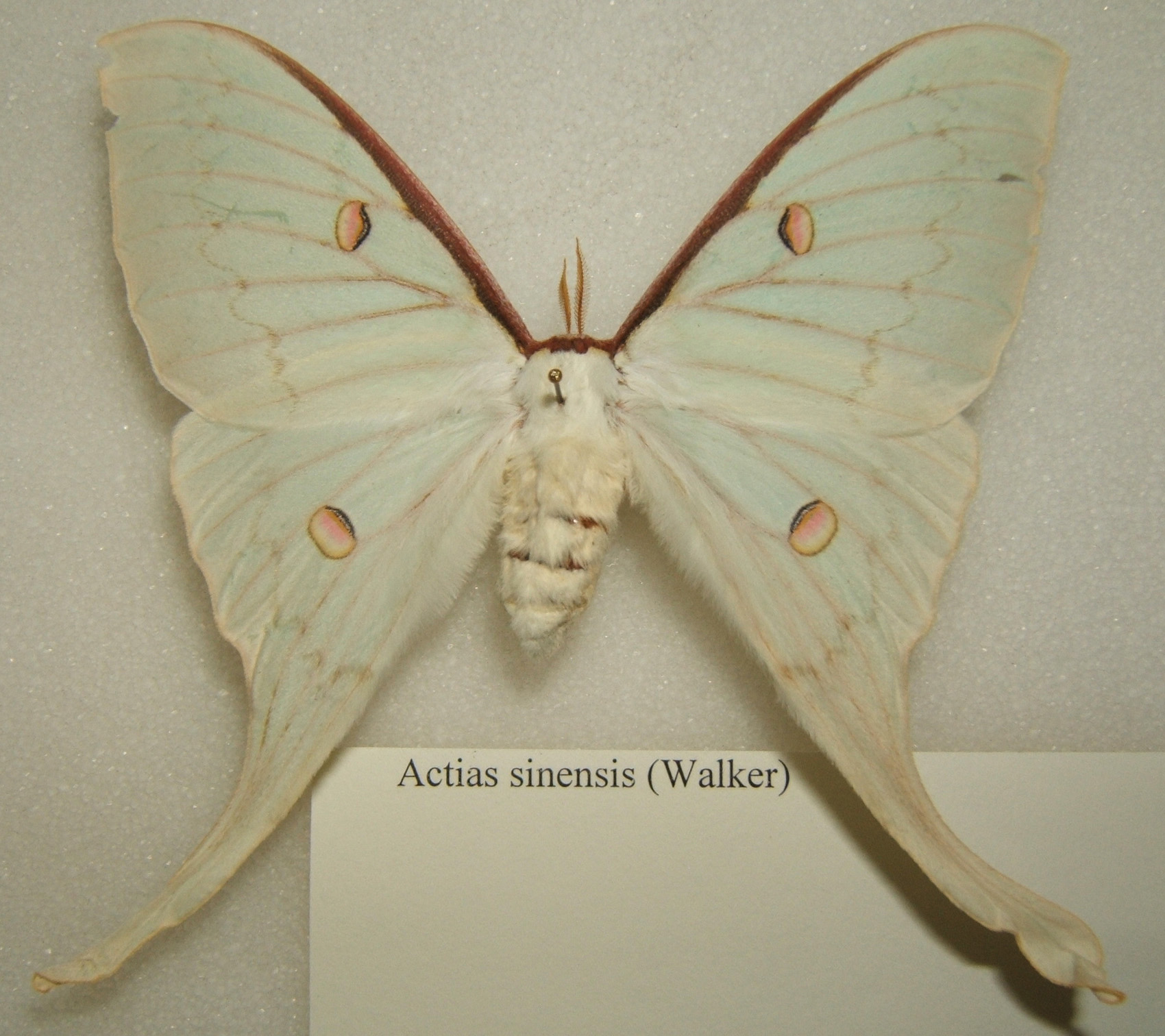
Actias sinensis самка
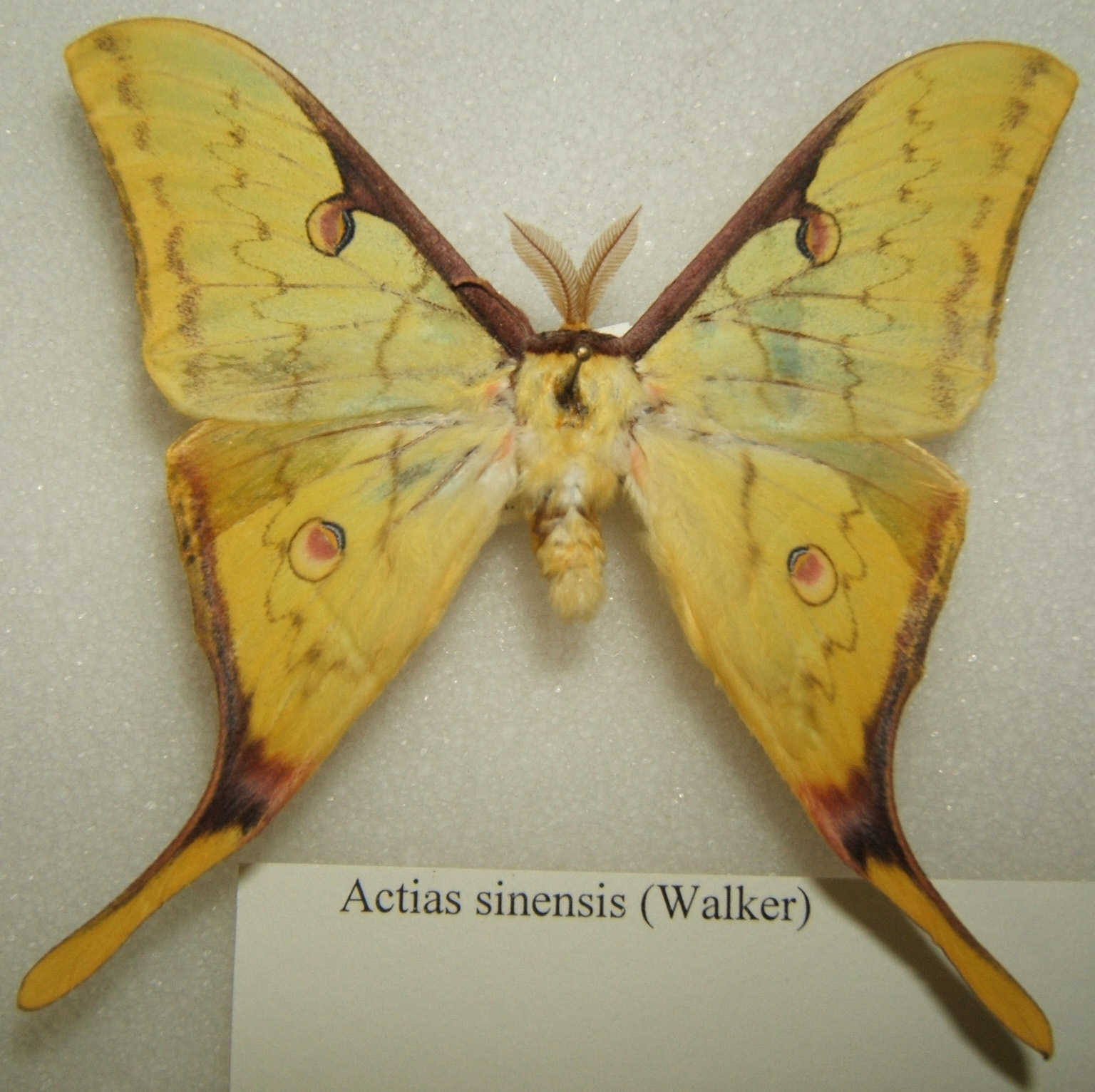
Actias sinesis самец
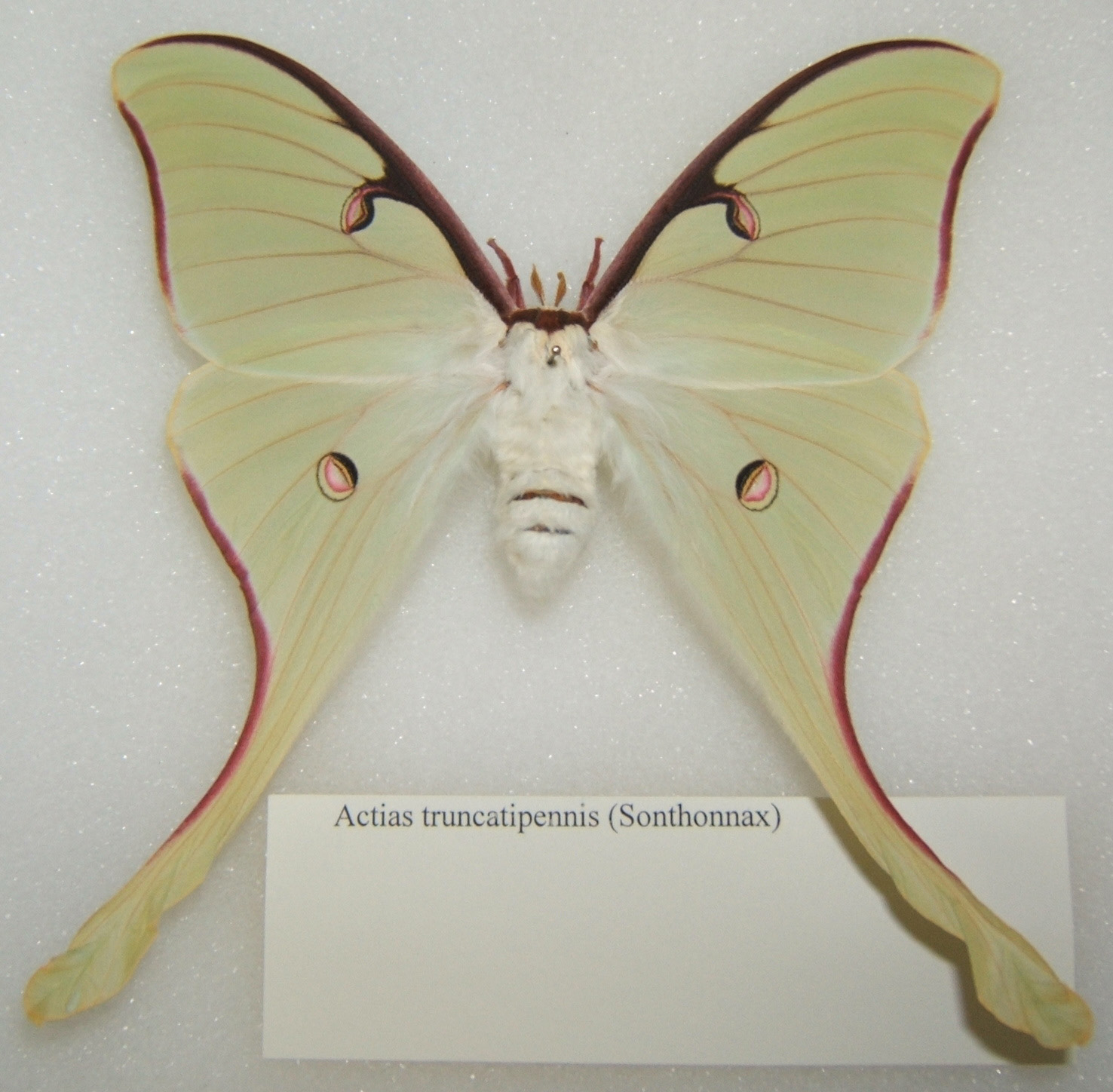
Actias truncatipennis самка
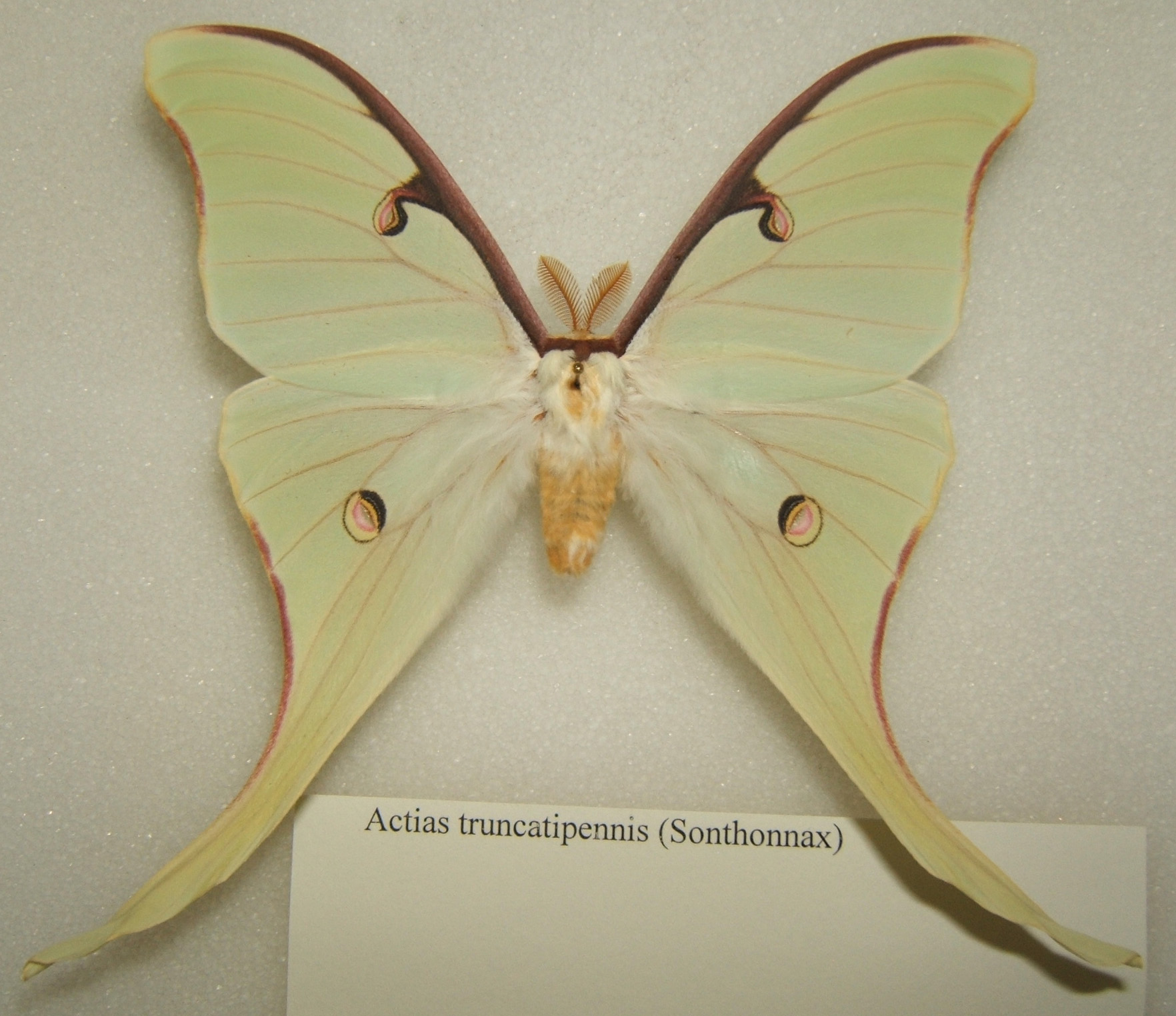
Actias truncatipennis самец